# بد حرف نزن
بد حرف نزن (انگلیسی: Speak No Evil) یا مهمانان (دانمارکی: Gæsterne) فیلمی دانمارکی در ژانر ترسناک روانشناختی و دلهره‌آور از سال ۲۰۲۲ به کارگردانی کریستین تافدروپ براساس فیلم‌نامه‌ای از او با همکاری برادرش مدس و تهیه‌کنندگی جیکوب جارک است که توسط نوردیسک فیلم توزیع شده‌است.
در این فیلم مورتن بوریان و شیدسل شیم کُخ در نقش‌های بیورن و لوئیزه، یک زوج دانمارکی ظاهر می‌شوند، که برای تعطیلات آخر هفته با دختر خود اَگنِس به خانهٔ روستایی پاتریک و کارین، یک خانوادهٔ هلندی با بازی فدجا ون هوئت و کارینا اسمالدرز، دعوت می‌شوند؛ میزبانان به زودی شروع به آزمایش محدودیت‌های مهمانان خود می‌کنند و اوضاع تشدید می‌شود. تصویربرداری در دانمارک، هلند و ایتالیا انجام شد و بیشتر فیلم به زبان انگلیسی و بخش‌هایی از آن به هلندی و دانمارکی فیلم‌برداری شد.
بد حرف نزن در ژانویه ۲۰۲۲ در سی‌وهشتمین جشنواره فیلم ساندنس نمایش داده شد و در ۱۷ مارس به صورت سینمایی در دانمارک اکران شد. این فیلم برندهٔ جایزهٔ بهترین انتخاب کارگردان از جشنواره بین‌المللی فیلم‌های فوق‌العاده بوچئون ۲۰۲۲ شد، و عموماً نقدهای مطلوبی را از سوی منتقدان دریافت کرد که فیلمنامه، کارگردانی و اجراها را تحسین کردند.

## داستان
در حین گذراندن تعطیلات در توسکانی، بیورن و لوئیزه، زوجی دانمارکی همراه با دختر خردسال خود اَگنِس، با یک زوج هلندی به نام پاتریک و کارین دوست می‌شوند که ظاهراً آبل، پسر نیمه‌لال آن‌ها از یک بیماری رنج می‌برد که او را بدون زبان رها کرده‌است. چند هفته بعد، پاتریک و کارین تصویری از دو خانواده به همراه یک دعوت‌نامهٔ غیرمنتظره برای بیورن و لوئیزه می‌فرستند تا برای یک آخر هفته از خانهٔ روستایی دورافتاده آن‌ها در هلند دیدن کنند. بیورن که از زندگی معمولی خانوادگی خود ناراضی است، لوئیزه را متقاعد می‌کند تا از این فرصت برای سفری پرماجرا استفاده کنند.
بیورن، لوئیزه و اگنس پس از هشت ساعت رانندگی به خانه پاتریک و کارین می‌رسند. لوئیزه در طول دو روز نخست از رفتارهای منفعلانه-پرخاشگرانه، از جمله نادیده‌گرفتن گیاه‌خواری وی توسط پاتریک، عصبانی‌شدن او نسبت به پسرش آبل و ناسزاگویی عادی کارین احساس ناراحتی می‌کند. کارین و پاتریک می‌خواهند بیورن و لوئیزه را برای شام بیرون ببرند، اما لوئیزه پس از اطلاع از اینکه کودکان نمی‌آیند، آزرده می‌شود، زیرا کارین اصرار دارد که اگنس را با نگهدارشان، مهجید، تنها بگذارند. نگرانی‌های لوئیزه هنگام شام تشدید می‌شود، چرا که پاتریک دوباره گیاه‌خواری او را به چالش می‌کشد و به دنبال آن با همسرش کارین در حالت مستی یکدیگر را در آغوش می‌گیرند. پاتریک، بیورن را گول‌می‌زند تا هزینهٔ غذا را پرداخت کند. پس از شام، پاتریک در حالت مستی به سمت خانه رانندگی می‌کند و بارها موسیقیِ بلند پخش می‌کند که لوئیزه را آزار می‌دهد. در خانه، هنگام دوش‌گرفتن لوئیزه در حمام، پاتریک وارد می‌شود و دندان‌هایش را مسواک می‌زند. بیورن و لوئیزه در حین یک رابطه جنسی، صدای اگنس را با گریه می‌شنوند که به در خانه آن‌ها می‌آید و می‌خواهد در اتاق آن‌ها بخوابد، اما نسبت به آن بی‌توجهی نشان می‌دهند. پس از درخواست‌های مکرر اگنس، پاتریک از راه می‌رسد و دختر را به تخت خود می‌برد. لوئیزه پس از اینکه اگنس را در حال خواب در تخت بین کارین و پاتریکِ برهنه می‌بیند، در نیمه‌های شب اصرار می‌کند که آنجا را ترک کند. خانواده دور می‌شوند، اما وقتی اگنس متوجه می‌شود که خرگوش عروسکی مورد علاقه‌اش نینوس را پشت سر گذاشته—که بعداً معلوم شد تمام مدت زیر صندلی راننده بوده‌است—خانواده به خانهٔ پاتریک و کارین بازمی‌گردند.
پس از بازگشت به خانه، میزبانان با مهمانانِ خود در مورد خروج ناگهانی آن‌ها بحث می‌کنند و ابراز تاسف و دلشکستگی می‌کنند. بیورن نمی‌تواند منظورش را به صراحت بیان کند، از اینرو لوئیزه تمام مواردی را که باعث ناراحتی او شده‌اند را به‌طور مختصر بیان می‌کند. کارین عذرخواهی می‌کند، اما لوئیزه را به چالش می‌کشد که چرا اگنس اصلاً باید در تخت آن‌ها می‌خوابید، و در نهایت مهمانان را متقاعد می‌کند که حداقل یک روز دیگر پیش آن‌ها بمانند. لوئیزه در کار در حیاط به کارین کمک می‌کند و بیورن و پاتریک برای خرید بیرون می‌روند. بیورن در راه به پاتریک اعتماد می‌کند و به او چگونگی سرکوبِ احساسات خود را فاش می‌کند که شخصیت واقعیِ او را به خطر می‌اندازد. پاتریک به بیورن با «فریادزدن بلند» در ساحل آزادی می‌بخشد. این دو مرد در استخری در پشت خانه آبجو می‌نوشند و به هم نزدیکتر می‌شوند. پس از اینکه لوئیزه هنگام کمک به تهیهٔ شام انگشت خود را می‌برد، بیورن و لوئیزه متوجه می‌شوند که پاتریک در مورد پزشک‌بودنِ خود دروغ گفته‌است. کارین هنگام شام با دستوردادن مکرر به اگنس، خود را بیش از حد مراقب و کنترل‌کننده نشان می‌دهد، که موجب حملهٔ لفظی لوئیزه به وی می‌شود. پس از شام، کودکان رقصی را اجرا می‌کنند که با هم تمرین کرده بودند؛ پاتریک به‌طور فزاینده‌ای، هر زمان که آبل اشتباهی انجام می‌دهد، نسبت به او بدرفتاری می‌کند. او متعاقباً لیوانی را به سمت آبل پرتاب می‌کند، و بیورن در نهایت بر سر رفتار این زوج در مورد پسرشان با آن‌ها به مشاجره می‌پردازد.
بعداً در همان شب، بیورن صدای نالهٔ شبانهٔ آبل را می‌شنود، که ناگهان پس از بازدید پاتریک از اتاق خواب پسر، متوقف می‌شود. صداهای اضافی، بیورن را به تدریج به اتاقی می‌کشاند که در آن تصاویر متعددی از پاتریک و کارین در حال ژست‌گرفتن با زوج‌هایی مانند بیورن و لوئیزه در تعطیلات روی دیوار نصب شده‌اند. ترتیب زمانی تصاویر حاکی از آن است که زوج هلندی یک الگوی طولانی در فریب‌دادن خانواده‌ها برای قتل، دزدیدن کودک آن‌ها و بریدن زبان آن کودک برای سکوت در مورد آدم‌ربایی‌ها و قتل‌های زنجیره‌ای دارند. بیورن سراسیمه به منظور بیدارکردن خانواده‌اش به سوی آن‌ها می‌شتابد و در راه با جسد غرق‌شدهٔ آبل روبرو می‌شود. او بدون اینکه خانوادهٔ خود را از این موضوعات مطلع کند، آن‌ها را سوار بر ماشین خود کرده و فرار می‌کند. او پس از خراب‌شدن ماشینش، خانوادهٔ خود را ترک می‌کند تا در خانه‌ای در مجاورت برای کمک جستجو کند اما هنگام بازگشت به وسیلهٔ نقلیه خود، متوجه می‌شود که همسر و دخترش مفقود شده‌اند؛ او سپس با پاتریک و کارین و خانواده‌اش در خودروی آن‌ها روبرو می‌شود. بیورن که مطمئن نیست در مورد این خطر چه باید کند، برای امنیت خانواده‌اش التماس می‌کند. پاتریک، بیورن را مجبور به سوارشدن به ماشینش می‌کند. او از ترس صدمه‌دیدن لوئیزه یا اگنس در مورد آنچه واقعاً در جریان است سکوت می‌کند. پس از اینکه پاتریک به مکان نامعلومی رانندگی می‌کند، لوئیزه متوجه می‌شود که چیزی در جریان است، اما در پی حملهٔ فیزیکی پاتریک به بیورن—که او را تحت سلطهٔ خود درمی‌آورد—به او دستور داده می‌شود که ساکت باشد.
پس از توقف، مهجید به سمت خودروی آن‌ها می‌آید و لوئیزه را نگه می‌دارد؛ در همین حال پاتریک دهانِ اگنس را باز نگه‌داشته و کارین زبان او را با قیچی می‌برد. سپس مهجید با اگنس، در حالی که بیورن و لوئیزه در شوک هستند، آنجا را ترک می‌کند. پاتریک در نهایت در جاده‌ای متروک توقف کرده و بیورن و لوئیزه را مجبور می‌کنند تا برهنه شوند؛ بیورن با چهره‌ای خونین از آن‌ها می‌پرسد که چرا اینکار را در حق آن‌ها انجام می‌دهند و پاتریک پاسخ می‌دهد: «چون تو به من اجازه‌اش را دادی». بیورن و لوئیزه با زور وارد یک خندق مجاور شده و متعاقباً سنگسار می‌شوند. مدتی بعد، اگنسِ نیمه‌لال به زور نقش دختر جدید پاتریک و کارین را بازی می‌کند و زوج هلندی خانوادهٔ دیگری را که در تعطیلات به سر می‌برند، برای آدم‌ربایی و قتل بعدیِ خود هدف قرار می‌دهد.

## بازیگران
- مورتن بوریان در نقش بیورن
- شیدسل شیم کُخ در نقش لوئیزه
- فدجا ون هوئت در نقش پاتریک
- کارینا اسمالدرز در نقش کارین
- لیوا فورسبرگ در نقش اگنس
- ماریوس دامسلوف در نقش آبل
- هاشم یعقوبی در نقش مهجید

## تولید
مهمانان سومین فیلم بلند کریستین تافدروپ بازیگر دانمارکی است. او با همکاری برادرش مدس فیلمنامه را نوشته‌است. این نخستین فیلم در این ژانر از این کارگردان است که سعی کرده ژانر درام را با تفسیر اجتماعی و وحشت روانی ترکیب کند. جیکوب جارک (پروفایل پیکچرز) به عنوان تهیه‌کننده خدمت می‌کند. هزینه تولید فیلم ۲٫۸ میلیون یورو برآورد شده‌است. فیلم‌برداری به دلیل دنیاگیری کووید-۱۹، پس از ضبط در دانمارک و هلند به‌طور موقت متوقف شد. بیشتر فیلم به زبان انگلیسی فیلم‌برداری شده‌است. ضبط‌های بیشتر پس از استراحت در هلند و ایتالیا انجام شدند.
این پروژه پیش از تکمیل در ژانویه ۲۰۲۱ در بازار فیلم نوردیک به عنوان بخشی از جشنواره فیلم یوتبری ارائه شد و به شدت مورد استقبال توزیع‌کنندگان قرار گرفت. حقوق فیلم متعاقباً به استرالیا و نیوزلند، کشورهای بنلوکس، روسیه و کشورهای مشترک المنافع و مجارستان فروخته شد.

## انتشار
این فیلم دعوت‌نامه‌ای را برای حضور در بخش نیمه‌شب از جشنواره فیلم ساندنس ۲۰۲۲ دریافت کرد که شامل «فیلم‌های ترسناک، کمدی و دیگر آثار» است که از «طبقه‌بندی در دیگر ژانرها» دوری می‌کنند. فیلم در ۲۲ ژانویه ۲۰۲۲ با عنوان بین‌المللی «Speak No Evil» در این جشنواره به نمایش درآمد. بد حرف نزن در ۱۷ مارس ۲۰۲۲ توسط توزیع‌کننده نوردیسک فیلم به صورت سینمایی در دانمارک اکران شد.

## بازخورد

### فروش گیشه
تا ۲۲ اکتبر ۲۰۲۲، بد حرف نزن ۲۲۲٬۶۶۸ دلار در اروپا و ۱۳۶٬۸۷۵ دلار در سایر مناطق فروش داشته‌است، که فروش جهانی ۳۵۹٬۵۴۳ دلار را نشان می‌دهد.

### پاسخ انتقادی
در وبگاه جمع‌آوری نقد راتن تومیتوز، ٪۸۴ از ۹۰ بررسی منتقدان مثبت است و میانگینِ امتیاز آن ۷٫۵/۱۰ است. اجماع این وبگاه چنین می‌نویسد: «طنزی اجتماعی با دندانه‌های تیغیِ تیز، بد حرف نزن یک غذای تاریکِ خوشمزه را برای طرفداران فیلم‌های دلهره‌آورِ انسان‌دوستانه ارائه می‌کند.» این فیلم در متاکریتیک که از میانگین وزنی استفاده می‌کند، بر اساس نظر ۱۷ منتقدین امتیاز ۷۸ از ۱۰۰ را کسب کرده که نشان‌گر «نقدهای عموماً مطلوب» است. جشنواره فیلم ساندنس این فیلم را «اثری ترسناک، طنزی بسیار تحریک‌آمیز و جوشان» نامید، که «هر دو طرف [ماجرا] را متهم می‌کند».
سوزانا گرودر از ایندی‌وایر با اختصاص‌دادن رتبهٔ «A» در مقیاس «A+» تا «F» به این فیلم، آن را «حیله‌گرانه‌ترین فیلم ترسناک در سال‌های اخیر» دانست، که «تفسیری نافذ دربارهٔ روش‌هایی را ارائه می‌دهد، که ما تا سرحد خود انقیاد از آن‌ها برای خوشحال نگه‌داشتنِ دیگران استفاده می‌کنیم». او در ادامه از عملکرد بازیگران (به ویژه مورتن بوریان) تمجید کرد. ژانت کاتسولیس از مجلهٔ نیویورک تایمز به این فیلم نمرهٔ ۹۰ از ۱۰۰ اختصاص داد و با تمجید از کارگردانی کریستین تافدروپ، به‌طور کلی نوشت: «طنزی سرد از آداب و رسوم طبقهٔ متوسط که [با اطمینان کارگردانی می‌شود و] به صورت اجتناب‌ناپذیری از حالت پُرپیچ‌وتاب خود به چیزی اهریمنی و تکان‌دهنده تبدیل می‌شود، و در مأموریت خود برای ایجاد آشفتگیِ مطلق، بی‌باک می‌ماند».

### جوایز و نامزدی‌ها
| جشنواره                                    | تاریخ مراسم          | جایزه                       | دریافت‌کننده     | نتیجه    | منبع          |
| ------------------------------------------ | -------------------- | --------------------------- | --------------- | -------- | ------------- |
| جشنواره فیلم اوستنده                       | ۴–۱۲ مارس ۲۰۲۲       | بهترین تولید مشترک          | بد حرف نزن      | نامزدشده | [ ۱۷ ]        |
| جشنواره بین‌المللی فیلم سیاتل               | ۱۴–۲۴ آوریل ۲۰۲۲     | بهترین فیلم                 | بد حرف نزن      | نامزدشده | [ ۱۸ ]        |
| انجمن منتقدان فیلم شیکاگو                  | ۱۳–۱۹ مهٔ ۲۰۲۲        | بهترین فیلم روایتی          | بد حرف نزن      | نامزدشده | [ ۱۹ ]        |
| جشنواره بین‌المللی فیلم مونیخ               | ۲۲ ژوئن–۲ ژوئیه ۲۰۲۲ | بهترین فیلم کارگردان نوظهور | کریستین تافدروپ | نامزدشده | [ ۲۰ ]        |
| جشنواره بین‌المللی فیلم‌های فوق‌العاده بوچئون | ۷–۱۷ ژوئیه ۲۰۲۲      | بهترین انتخاب کارگردان      | کریستین تافدروپ | برنده    | [ ۲۱ ]        |
| جشنواره بین‌المللی سینمای وحشت لیسبون       | ۶–۱۲ سپتامبر ۲۰۲۲    | بهترین فیلم بلند اروپایی    | بد حرف نزن      | برنده    | [ ۲۲ ] [ ۲۳ ] |
| جشنواره فیلم سیتخس                         | ۶–۱۶ اکتبر ۲۰۲۲      | بهترین فیلم سینمایی         | بد حرف نزن      | نامزدشده | [ ۲۴ ]        |